# Camerun ai Giochi della XXX Olimpiade
Il Camerun partecipò ai Giochi della XXX Olimpiade, svoltisi a Londra, Regno Unito, dal 27 luglio al 12 agosto 2012, con una delegazione di 32 atleti impegnati in nove discipline.